# Wartturm (Kirchheimbolanden)
Der Wartturm ist ein Aussichtsturm in Kirchheimbolanden. Er steht unter Denkmalschutz.  

## Lage
Der Turm befindet sich im Stadtteil Schillerhain. In unmittelbarer Nachbarschaft stehen außerdem das Schneckentürmchen, der Wasserturm, die Villa Michel, das Heilpädagogium Schillerhain, das Rehabilitationszentrum am Donnersberg der Evangelischen Heimstiftung Pfalz, das 1965 erstellte Jakob-Enders-Stadion mit Parkplatz sowie ein Skatepark und ein Beachvolleyballfeld.

## Bauweise
Beim Wartturm handelt es sich um einen gemauerten Turm aus Bruchstein.

## Geschichte
Seit dem Mittelalter war der Schillerhain als „Wartberg“ bekannt, da auf ihm im Spätmittelalter vor 1431 der damalige Wartturm erbaut wurde, der eine Ergänzung zur Stadtbefestigung bildete. Mitte des 19. Jahrhunderts gründete sich ein sogenannter Schillerverein, später Verschönerungsverein genannt, der den Wartturm samt umliegenedem Gelände kaufte und letzteres in der Folgezeit in eine Parkanlage umwandelte. In diesem Zuge wurde der Wartturm 1859 zum Aussichtsturm umgebaut, dessen 10,5 Meter hohe Aussichtsplattform über 51 Stufen einer Metallwendeltreppe bestiegen werden kann. 1862 besserte man den Wartturm aus und versah ihn mit einer Wendeltreppe und einer Eingangstür. 
1876 errichtete man die Veranda vor dem Wartturm. Es wurden überall in der Umgebung Warnungstafeln zum Schutze der Anlage angebracht und Bänke aufgestellt. Der Erfrischungs-Salon, genannt Lindenschänk, wurde 1877 erbaut. Dieser Salon bestand aus einer offenen Halle, Keller, des Weiteren Stallungen, Geflügelhof und Wirtschaftsgarten. Der Kriegerverein setzte 1891 zum Gedenken an den Generalfeldmarschall Graf von Moltke eine Eiche auf die Veranda des Wartturms und brachte eine Gedenktafel an der Ostseite des Turms an.